# Robiquetia josephiana
Robiquetia josephiana là một loài thực vật có hoa trong họ Lan. Loài này được Manilal & C.S.Kumar miêu tả khoa học đầu tiên năm 1984.